# Silberacetylid
Silberacetylid ist eine explosive chemische Verbindung aus Silber und Kohlenstoff mit der Summenformel Ag2C2.

## Eigenschaften und Gefahren
Silberacetylid bildet weiße, explosive Kristalle und gehört zu den Carbiden. Da sich das Carbid-Ion [C≡C]2− formal vom Ethin (Acetylen) ableiten lässt, zählt man es zu einer Untergruppe der Carbide, nämlich zu den Acetyliden. Die Verbindung kann durch Schlag, Reibung und andere Zündquellen zur Explosion gebracht werden. Dies kann schon durch eine Berührung erfolgen. Mit einer Belastung von 0,1 N ist es extrem reibempfindlich. Mit Silbernitrat wird ein explosionsfähiger Komplex gebildet. Reines Silberacetylid hat eine Detonationsgeschwindigkeit von etwa 1200 m/s.

## Herstellung im Labormaßstab

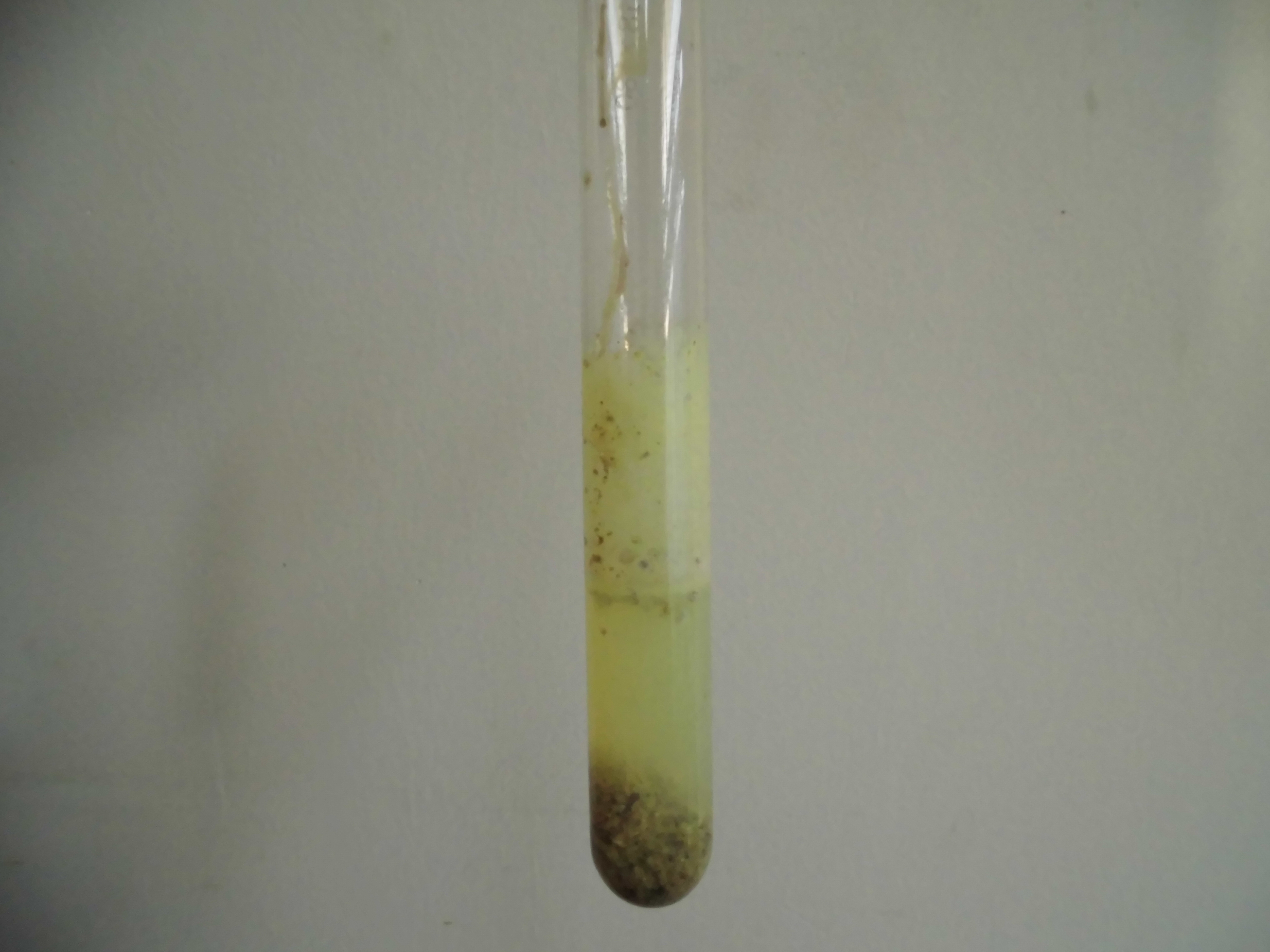
Ausgefälltes Silberacetylid

Zur Herstellung im Labormaßstab macht man sich die geringe Löslichkeit von Silberacetylid in Wasser zunutze: Wenn gasförmiges Ethin in eine wässrige Lösung eines gut löslichen Silbersalzes eingeleitet wird, fällt Silberacetylid als farbloser bis grauer Niederschlag aus. Dieser kann abfiltriert und vorsichtig getrocknet werden. Dabei ist mit äußerster Vorsicht vorzugehen, da Silberacetylid zu unkontrollierter Zersetzung (Explosion) neigt. Die Herstellung gelingt besser, wenn Ethin in eine ammoniakalische Silbersalzlösung eingeleitet wird, da Ammoniak die Protonen des Ethins bindet. Silberacetylid fällt dann in großer Menge aus.
{\displaystyle \mathrm {C_{2}H_{2}+2\ AgNO_{3}\longrightarrow Ag_{2}C_{2}\downarrow \ +2\ HNO_{3}} }